# Qualificazioni al campionato mondiale di calcio 1962 - AFC
Le qualificazioni sono articolate su un solo turno. 3 squadre sono inserite in un unico girone con partite di andata e ritorno. La vincitrice accede al Play-Off Intercontinentale UEFA / AFC.

## Girone Finale (AFC)
| Data            | Luogo | Squadra 1     | Risultato | Squadra 2     |
| --------------- | ----- | ------------- | --------- | ------------- |
| 6 novembre 1960 | Seul  | Corea del Sud | 2 - 1     | Giappone      |
| 11 giugno 1961  | Tokyo | Giappone      | 0 - 2     | Corea del Sud |

| Pos | Squadra       | Pti      | G        | V        | N        | P        | GF       | GS       |
| --- | ------------- | -------- | -------- | -------- | -------- | -------- | -------- | -------- |
| 1   | Corea del Sud | 4        | 2        | 2        | 0        | 0        | 4        | 1        |
| 2   | Giappone      | 0        | 2        | 0        | 0        | 2        | 1        | 4        |
| -   | Indonesia     | ritirata | ritirata | ritirata | ritirata | ritirata | ritirata | ritirata |

Corea del Sud qualificata al Play-Off Intercontinentale UEFA / AFC